# Голомеев, Атанас
Атана́с Голоме́ев (болг. Атанас Голомеев; 5 июля 1947, София, Болгария — 12 августа 2023, София) — болгарский баскетболист и тренер. Играл на позиции центрового.
В составе сборной команды Болгарии выступал на пяти чемпионатах Европы, был лучшим бомбардиром турниров 1973 и 1975 годов.

## Карьера

### Клубная
Воспитанник молодёжного клуба «Спартак». Профессиональную карьеру начал в ЦСКА, в его составе выступал в Кубке чемпионов 1967/68. Отец Голомеева работал торговым представителем Болгарии в Канаде, и Атанас переехал вместе с отцом в эту страну, где учился в университете Макгилла. Голомеев быстро стал основным игроком университетской команды, провёл за неё 24 матча, в которых набрал 900 очков.
После возвращения из Канады играл за клуб «Академик» и четыре раза подряд становился чемпионом Болгарии, регулярно выступал в Кубке чемпионов. С лета 1974 года был игроком «Левски-Спартака», с которым за 10 сезонов ещё 4 раза выиграл национальное первенство и кубок Болгарии.
В 1987 году во дворце спорта «Универсиада» в Софии состоялся прощальный матч Атанаса Голомеева, приуроченный к двадцатилетию его профессиональной карьеры. В матче приняли участие грек Никос Галис, югослав Дражен Петрович и другие звёзды европейского баскетбола тех лет.

### В сборной
Первым крупным международным турниром Атанаса Голомеева в сборной Болгарии стал чемпионат Европы 1969 года. Принял участие в 2 матчах: против сборных Советского Союза и Швеции и набрал в этих играх 14 очков. Сборная Болгарии заняла итоговое 7-е место.
На чемпионате Европы 1971 года в Эссене Голомеев уже был одним из основных баскетболистов команды. В 7 проведённых играх набрал 132 очка, столько же было у другого лидера болгарской сборной — Георгия Христова. Особенно весомым стал вклад Голомеева в победу над сборной Испании в раунде за 5-8 места: он набрал 32 очка, а болгары взяли верх со счётом 95:84. Голомеев вошёл в символическую пятёрку чемпионата Европы, а сборная Болагрии заняла 6-е место.
Чемпионат Европы 1973 года также стал успешным: набрав 156 очков в 7 проведённых матчах, Голомеев стал лучшим бомбардиром как по общему количеству очков, так и по количеству очков в среднем за игру не только своей сборной, но и всего чемпионата. Наиболее удачной для него стала игра против сборной Греции на групповом этапе, в которой он забрал 38 очков. По итогам турнира Голомеев вновь был включён в символическую сборную, а команда Болгарии снова стала шестой на континенте.
Европейский чемпионат 1975 года Атанас Голомеев закончил с лучшим средним показателем на международных турнирах: 160 очков в 7 играх, то есть 22,9 очка за игру. Болгарской сборной удалось попасть в финальную группу, где она заняла 5-е место, самое высокое за карьеру Голомеева в сборной команде. Сам Атанас снова вошёл в символическую сборную турнира.
На своём пятом и последнем чемпионате Европы 1977 года в Льеже Атанас Голомеев набрал в 7 проведённых матчах 149 очков и снова стал самым результативным в команде, занявшей 6-е место. После окончания группового этапа он вошёл в десятку лучших баскетболистов по оценкам аккредитованных на чемпионате журналистов, а по завершении всего турнира вновь вошёл в символическую пятёрку.
В 1991 году Голомеев вошёл в число 50 величайших игроков ФИБА.

### Тренерская
В сезоне 1985/86 привёл «Левски-Спартак» к победе в чемпионате Болгарии. Позднее работал генеральным директором этого клуба.

### Смерть
Умер 12 августа 2023 года в возрасте 76 лет после продолжительной болезни.

## Достижения

### В качестве игрока

#### Клубные
- Чемпион Болгарии (10): 1966/67, 1967/68, 1969/70, 1970/71, 1971/72, 1972/73, 1977/78, 1978/79, 1980/81, 1981/82
- Обладатель Кубка Болгарии (4): 1975/76, 1978/79, 1981/82, 1982/83

#### В сборной
- Лучший бомбардир чемпионата Европы (2): 1973, 1975

### В качестве тренера
- Чемпион Болгарии: 1985/86

#### Личные
- Орден «Стара-планина» I степени (19 июля 2019 года) — за исключительно большие заслуги перед Республикой Болгария в области спорта[21].